# دقيم ذلثلة (الضليعة)
'

تعديل مصدري - تعديل

دقيم ذلثلة هي إحدى قرى عزلة الضليعة بمديرية الضليعة التابعة لمحافظة حضرموت، بلغ تعداد سكانها 40 نسمة حسب تعداد اليمن لعام 2004.